# ヴァンネ＝アイクル-ハンブルク線
ヴァンネ＝アイクル-ハンブルク線 （ヴァンネ＝アイクル-ハンブルクせん、ドイツ語: Bahnstrecke Wanne-Eickel–Hamburg）とは、ドイツ連邦共和国ノルトライン＝ヴェストファーレン州ヘルネのヴァンネ＝アイクル中央駅からニーダーザクセン州およびブレーメンを経てハンブルクのハンブルク中央駅に至る全長355kmのドイツ鉄道の路線である。

## 概要
全線が複線以上であり、200km/hでの運行が可能なようにLZBが設置されている。ロルバーン（ドイツ語: Rollbahn）との愛称も付けられている。

## 歴史
ケルン・ミンデン鉄道株式会社（CME）によって建設され、1870年にヴァンネ駅（現在のヴァンネ＝アイクル中央駅）からミュンスター中央駅までの区間が開業したのを皮切りに、1874年6月1日には全線が開通した。1879年には国有化された。
1960年代に電化が行われ、1983年にはハンブルク中央駅 - ハールブルク駅間にハンブルクSバーンが開業した。
1973年に西ドイツ政府により策定された連邦交通路計画ではハンブルク - オスナブリュック - ドルトムント間は主要8路線の一つにとして高速化が提案された。1978年以降はハンブルク - ブレーメン - ミュンスター間において最高速度が順次200km/hに引き上げられた。1986年6月にはバックホルツ - ローテンブルク間が三線化された。

## 列車
ルール地方とハンブルクを結ぶ幹線であることから最低でも毎時1本以上はICが運行されている。ICE91系統、IC30系統およびIC31系統はミュンスター - ハンブルク間は当線経由であるものの、ミュンスター以南はドルトムント方面に向かうドルトムント-エンスヘデー線およびプロイセン-ミュンスター線を経由する。さらに長距離列車はドルトムント-ハム線およびミュンスター-ハム線を経由する。
ミュンスター以南の区間にはIC32系統およびIC35系統が運行されている。

### 地域輸送
ライン＝ルール地方、ブレーメン、ハンブルクを結ぶ地域列車も多数運行されている。レックリングハウゼン南駅 - レックリングハウゼン中央駅間にはライン＝ルールSバーンS2号線が運行されている。ミュンスター - オスナブリュック間にはRB66系統が毎時1本ヴェストファーレンバーンによって運行されている。ブレーメン - ハンブルク間には毎時2本運行されている。